# Daniel De Leon

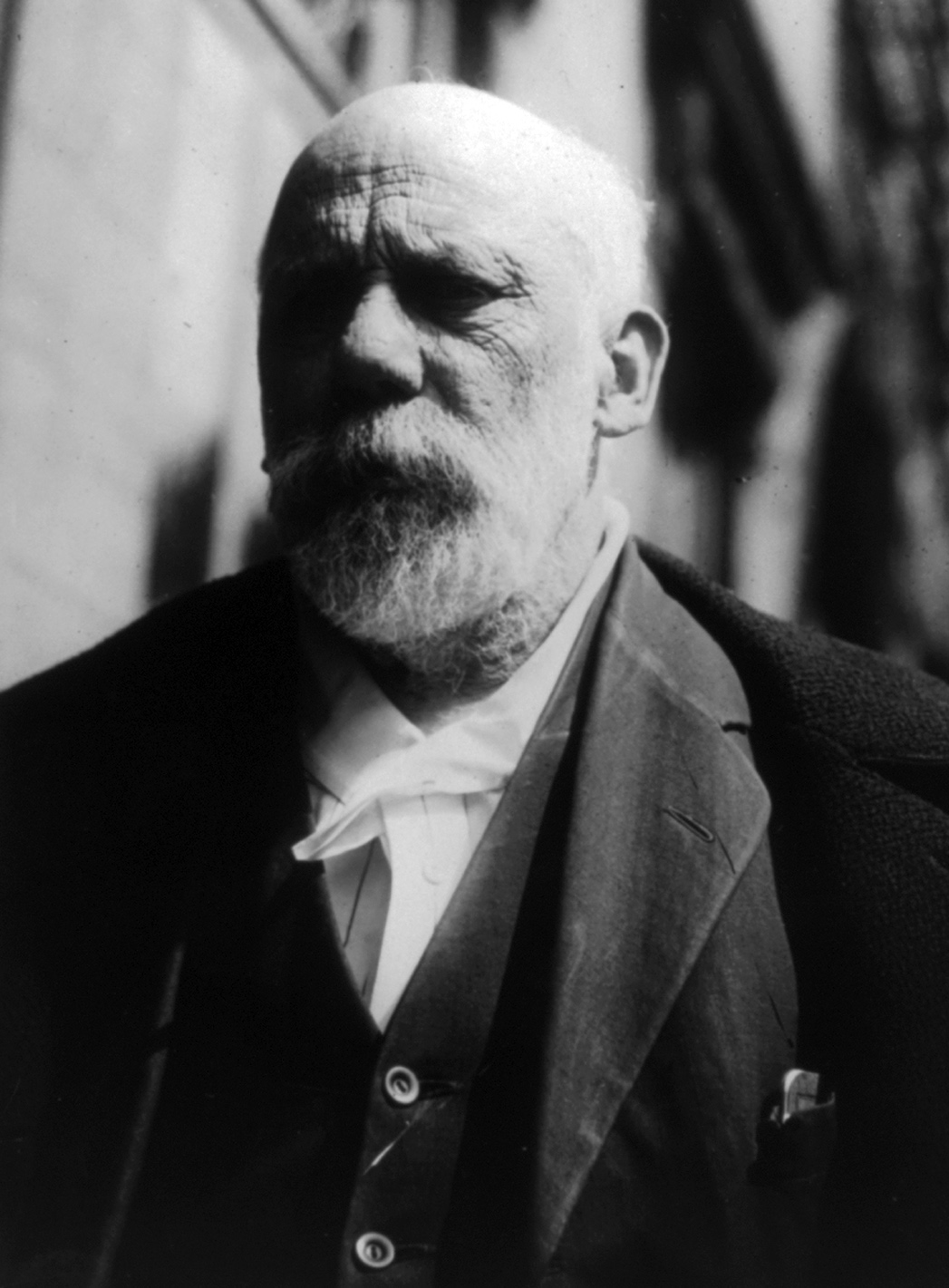
Daniel De Leon

Daniel De Leon, född 14 december 1852 i Coro i Venezuela, död 11 maj 1914 i New York i New York, var en amerikansk socialist. De Leon flyttade till USA 1874 där han blev en ledare för den amerikanska revolutionära arbetarrörelsen, och en av grundarna för Industrial Workers of the World (IWW). Politiskt inspirerades De Leon mycket av Ferdinand Lassalle. De Leon skapade en egen typ av socialistisk rörelse som kallas marxism-deleonism.